# Kvail
Kvail (hangul: 과일군, Kvail-kun, handzsa: 果일郡, RR: Kwail-kun, ’gyümölcsös’) megye Észak-Koreában, Dél-Hvanghe (Hwanghae) tartományban. 1967-ben választották le Szonghva (Songhwa) egyes részeiből és emelték megyei rangra.

## Földrajza
Keletről Szonghva (Songhwa) és Ulljul (Ŭnryul), délről Csangjon (Changyŏn), északról és nyugatról a Sárga-tenger (Nyugati-tenger) határolja.
Legmagasabb pontja az 595 méter magas Pakszokszan (박석산; 礡石山, Paksŏksan).

## Közigazgatása
1 községből (up (ŭp)), 24 faluból (ri (ri)) áll:
| - Kvail-up (과일읍; 果일邑, Kwail-ŭp) - Nonbol-ri (논벌리; 논벌里, Nonbŏl-ri) - Togan-ri (덕안리; 德安里, Tŏgan-ri) - Tokcsong-ri (덕정리; 德井里, Tŏkchŏng-ri) - Rjonghak-ri (룡학리; 龍鶴里, Ryonghak-ri) - Rjul-ri (률리; 栗里, Ryul-ri) - Pukcshang-ri (북창리; 北昌里, Pukch'ang-ri) - Szagi-ri (사기리; 砂器里, Sagi-ri) - Szanszu-ri (산수리; 山水里, Sansu-ri) - Szokto-ri (석도리; 席島里, Sŏkto-ri) - Szegjo-ri (세교리; 細橋里, Segyo-ri) - Szonggok-ri (송곡리; 松谷里, Songgok-ri) - Szuphung-ri (수풍리; 水豊里, Sup'ung-ri) | - Sinde-ri (신대리; 新大里, Sindae-ri) - Sinphjong-ri (신평리; 薪坪里, Sinp'yŏng-ri) - Jongvang-ri (연광리; 鉛鑛里, Yŏn'gwang-ri) - Jomdzson-ri (염전리; 鹽田里, Yŏmjŏn-ri) - Odzsong-ri (오정리; 五井里, Ojŏng-ri) - Unszan-ri (운산리; 雲山里, Unsan-ri) - Volsza-ri (월사리; 月沙里, Wŏlsa-ri) - Csangam-ri (장암리; 長岩里, Changam-ri) - Cshonnam-ri (천남리; 川南里, Ch'ŏnnam-ri) - Cshongnjong-ri (청룡리; 靑龍里, Ch'ŏngryong-ri) - Phogu-ri (포구리; 浦口里, P'ogu-ri) - Phunghe-ri (풍해리; 豊海里, P'unghae-ri) |

## Gazdaság
Kvail (Kwail) megye gazdasága főként gyümölcstermesztésre épül.

## Oktatás
Kvail (Kwail) megye egy egyetemnek, egy főiskolának, egy szakiskolának és kb. 30 általános és középiskolának ad otthont.

## Egészségügy
A megye számos egészségügyi intézménnyel rendelkezik, köztük 1 megyei és számos más helyi kórházzal.

## Közlekedés
A megye közutakon a szomszédos helységek felől közelíthető meg. A megye vasúti kapcsolattal rendelkezik, az Ulljul (Ŭnryul) vonal része.